# Велешковець
46°03′ пн. ш. 16°06′ сх. д. / 46.05° пн. ш. 16.10° сх. д.
Велешковець (хорв. Veleškovec) — населений пункт у Хорватії, у Крапинсько-Загорській жупанії у складі громади Златар-Бистриця.

## Населення
Населення за даними перепису 2011 року становило 262 осіб.
Динаміка чисельності населення поселення:

## Клімат
Середня річна температура становить 10,13 °C, середня максимальна – 24,31 °C, а середня мінімальна – -6,45 °C. Середня річна кількість опадів – 920 мм.
| Клімат поселення                              | Клімат поселення | Клімат поселення | Клімат поселення | Клімат поселення | Клімат поселення | Клімат поселення | Клімат поселення | Клімат поселення | Клімат поселення | Клімат поселення | Клімат поселення | Клімат поселення | Клімат поселення |
| Показник                                      | Січ.             | Лют.             | Бер.             | Квіт.            | Трав.            | Черв.            | Лип.             | Серп.            | Вер.             | Жовт.            | Лист.            | Груд.            |                  |
| Середній максимум, °C                         | 5,68             | 7,81             | 12,16            | 16,38            | 21,27            | 24,31            | 23,52            | 22,96            | 19,06            | 13,93            | 8,34             | 4,36             |                  |
| Середня температура, °C                       | −0,39            | 1,74             | 6,10             | 10,31            | 15,20            | 18,24            | 19,88            | 19,31            | 15,40            | 10,28            | 4,70             | 0,73             |                  |
| Середній мінімум, °C                          | −6,45            | −4,33            | 0,00             | 4,23             | 9,12             | 12,17            | 16,24            | 15,68            | 11,77            | 6,66             | 1,06             | −2,92            |                  |
| Норма опадів, мм                              | 48               | 48               | 62               | 70               | 80               | 104              | 87               | 92               | 88               | 88               | 88               | 65               |                  |
| Середньомісячна швидкість вітру, м/с          | 1.83             | 2.02             | 2.40             | 2.33             | 2.20             | 2.00             | 1.90             | 1.74             | 1.75             | 1.80             | 1.90             | 1.90             |                  |
| Середньомісячна сонячна радіація, кДж/м²·день | 4082             | 6817             | 10463            | 14857            | 18915            | 20743            | 21585            | 18891            | 13924            | 8699             | 4538             | 3270             |                  |
| --------------------------------------------- | ---------------- | ---------------- | ---------------- | ---------------- | ---------------- | ---------------- | ---------------- | ---------------- | ---------------- | ---------------- | ---------------- | ---------------- | ---------------- |
| Джерело:                                      |                  |                  |                  |                  |                  |                  |                  |                  |                  |                  |                  |                  |                  |